# Świątniki (powiat sandomierski)
Świątniki – wieś w Polsce położona w województwie świętokrzyskim, w powiecie sandomierskim, w gminie Obrazów.
Była wsią klasztoru cystersów wąchockich, w województwie sandomierskim, w ostatniej ćwierci XVI wieku. W latach 1975–1998 miejscowość należała administracyjnie do województwa tarnobrzeskiego.
We wsi znajduje się kościół św. Jadwigi Śląskiej.
Miejscowość znajduje się na odnowionej trasie Małopolskiej Drogi św. Jakuba z Sandomierza do Tyńca, która jest odzwierciedleniem dawnej średniowiecznej drogi do Santiago de Compostela.